# AVC-Intra
AVC-Intra는 파나소닉에서 개발한 비디오 코딩 유형으로, 다른 회사에서 만든 제품에서도 지원된다. AVC-Intra는 예를 들어 P2 카드가 장착된 방송 카메라와 같은 파나소닉의 고화질 방송 제품에서 사용할 수 있다.

## 기술적 세부사항
2007년 4월 파나소닉은 AVC-Intra 코덱 지원을 발표했다. AVC-Intra를 사용하면 일반적으로 전자 뉴스 수집 애플리케이션과 관련된 비트 전송률로 프로덕션 품질의 HD 비디오를 제공할 수 있으므로 일체형 카메라 레코더에서 고품질 HD 이미지의 전체 해상도, 10비트 필드 캡처가 가능하다.
AVC-Intra는 H.264/MPEG-4 AVC 표준을 준수하며 파나소닉은 SMPTE RP 2027-2007 권장 실행 사양을 따른다고 주장한다. x264 프로젝트 분석에 따르면 파나소닉은 이 사양을 준수하지 않는 것으로 나타났다.
AVC-Intra는 편집 및 보관을 위해 HD 디지털 비디오를 저장해야 하는 비디오 전문가를 위해 만들어졌다. 이는 편집이 쉽고 최대 비디오 품질을 유지하는 10비트 인트라 프레임 전용 압축을 정의한다. 이 기술은 기존 HDV(MPEG2 기반) 및 DVCPRO HD(DV 기반) 형식보다 훨씬 뛰어난 성능을 발휘하므로 특정 조건에서 코덱이 DVCPRO HD의 절반에 해당하는 저장 공간에서도 더 나은 품질을 유지할 수 있다.